# Joey Negro
Joey Negro (* 18. Juni 1964 auf der Isle of Wight; eigentlich: David Russell Lee) ist ein britischer House-DJ und Produzent. Neben seinem Hauptpseudonym Joey Negro hat Dave Lee auch unter einer Vielzahl weiterer Pseudonyme Musik veröffentlicht, u. a. Akabu, Doug Willis, Jakatta, Prospect Park, Raven Maize, Sessomatto, The Shy Boys und Z Factor.

## Biografie
Seine Leidenschaft für Musik entdeckte Lee in den 1970er-Jahren, als er Disco-, Soul- und Funk-Platten zu sammeln begann. 1986 zog Lee nach London, wo er in einem Plattenladen arbeitete, der jedoch ein Jahr später geschlossen wurde. 1988 startete er sein eigenes Label Republic Records und veröffentlichte zusammen mit Mark Ryder und Emmanuel Cheal seine erste Produktion „Get Busy (It's Partytime!)“ unter dem Pseudonym M-D-Emm. Die Single erreichte in den britischen Singlecharts Platz 100. Das Produktionsteam veröffentlichte noch einige Singles im Bereich Acid House und erreichte mit „Playing With Fire“ und „Get Hip To This!“ noch zwei weitere Chartplatzierungen, bevor sich die Gruppe 1990 trennte und Mark Ryder das Pseudonym nur noch als Soloartist benutzte.
Als einer der Ersten benutzte Lee Disco-Samples für die Single „Together Forever“, ein Cover eines Liedes der Disco-Band Exodus, die er 1989 unter dem Namen Raven Maize mit Unterstützung von Blaze veröffentlichte. Seine erste Produktion als Joey Negro erschien 1990 mit „Do It, Believe It“ auf seinem neuen Label Z Records. Da er selbst kein Instrument spielte, holte er die Unterstützung der Keyboardspieler Andrew Livingstone und Viv Hope-Scott für seine Nachfolgesingle „Do What You Feel“. Diese wurde ein großer Erfolg und kam in den UK-Singlecharts auf Platz 36.
Seither wurde Joey Negro zu einem der meistgesuchten Produzenten und Remixern und benutzte dabei eine Vielzahl von Pseudonymen. Sein Debütalbum Universe Of Love erschien 1993 beim Label Virgin Records. Im selben Jahr produzierte er auch die von der britischen Boyband Take That zusammen mit der Sängerin Lulu gesungene Coverversion des Dan-Hartman-Songs „Relight My Fire“, der auf Platz 1 der britischen Singlecharts kam.
1998 gründete er die Sunburst Band, mit der er insgesamt drei Alben produzierte. Später hatte er auch einige Charterfolge unter dem Pseudonym Jakatta. „American Dream“ erreichte im Jahr 2000 Platz 3 der britischen Charts. Die Nachfolgesingle „So Lonely“ kam 2001 auf Platz 8 und 2002 produzierte er zusammen mit Seal die Single „My Vision“, die Platz 6 erreichte.
2005 hat Dave Lee mit „You’re Not Alone“ erstmals auch eine Single unter seinem richtigen Namen veröffentlicht.

## Diskografie

### Als M-D-Emm
- [Pyro-Maniac Mix]
- 1988: Get Acidic / Give A Little More Body Action
- 1988: Don't Stop, We’re So Hot
- 1988: Get Busy (It’s Party Time)
- 1988: Fanning The Flames
- 1988: Playing With Fire
- 1989: Get Hip To This! EP
- 1990: Get Hip To This
- 1992: Get Down
- 1992: Splif Up & Chill Out
- 1992: Move your Feet
- 1993: Energy Rush
- 1993: Got Any Hardcore?
- 1995: The Bootleggers
- 1996: Get Down ’96[3]

### Als Joey Negro
- 1990: Do It, Believe It
- 1991: Above & Beyond EP
- 1991: Do What You Feel
- 1991: Reachin’
- 1992: Enter Your Fantasy EP
- 1993: What A Life/Universe Of Love
- 1993: What Happened To The Music
- 1997: Can’t Get High without U (feat. Taka Boom)
- 1999: Must be the Music (feat. Taka Boom)
- 2000: Saturday (feat. Taka Boom)
- 2005: Make A Move On Me (feat. Taka Boom)
- 2005: Scattering Stars
- 2008: Love Hangover
- 2009: Ride The Rhythm

Alben
- 1993: Universe of Love
- 1997: Get Down Tonight (mit Andrew Livingstone)
- 1998: Here Comes the Sunburst Band (als Joey Negro & the Sunburst Band)
- 2004: Until the End of Time (als Joey Negro & the Sunburst Band)
- 2008: Moving with the Shakers (als Joey Negro & the Sunburst Band)
- 2012: Secret Life of Us (als Joey Negro & the Sunburst Band)
- 2013: Remixed With Love
- 2016: Remixed With Love 2
- 2017: Produced With Love
- 2018: Remixed With Love 3

### Als Jakatta
- 2000: American Dream
- 2001: American Dream (Remix)
- 2001: So Lonely (mit Monsoon)
- 2002: My Vision (feat. Seal)
- 2002: One Fine Day (feat. Beth Hirsch)
- 2004: Visions EP
- 2005: Shimmering Stars

### Als Doug Willis
- 1993: Syndrum Syndrome EP
- 1995: Bodyshine
- 1996: Down to the Disco EP
- 1997: Doug-Ism EP
- 1998: Armed and Extremely Douglas (feat. Taka Boom)
- 1998: Doug Shit EP (feat. Carolyn Harding)
- 2000: Skate Dancer (feat. Taka Boom)
- 2003: Get Your Own
- 2007: Doug Dastardly (feat. Pete Simpson)
- 2007: Dougswana

### Als Raven Maize
- 1989: Together Forever
- 1996: Together Forever ’96
- 2001: The Real Life
- 2002: Fascinated (feat. Katherine Ellis)

### Als Mistura
- 1993: Coast to Coast
- 1998: Tonight
- 1999: Think Positive
- 1999: Runnin’
- 2002: Sweet Magic (feat. Taana Gardner)

### Als Prospect Park
- 1997: Movin’ On (feat. Carolyn Harding)
- 1999: E.S.P. (feat. Carolyn Harding)
- 2001: Surrender
- 2002: I Got This Feelin’ (feat. Taka Boom)
- 2003: Spinnin’ (feat. Linda Clifford)
- 2005: Get Down Tonight

### Als Sessomatto
- 1996: I’m Back
- 1996: Can’t Fight the Feeling
- 2000: Moody
- 2003: I Need Somebody
- 2006: Movin’ On
- 2007: You’re Gonna Love Me

### Als Z Factor
- 1996: Gotta Keep Pushin’
- 1999: Give It On Up
- 1999: Make A Move On Me
- 2001: Ride The Rhythm
- 2002: Rock Ur Body / Sounds In the Air
- 2007: Moody / Bang
- 2008: We’ll Keep Climbing / Somebody
- 2010: Makes You Crazy / The Piano Principle

### Als Akabu
- 2000: Your Wildest Dreams
- 2001: Ride the Storm
- 2003: The Way
- 2004: Don’t Hold Back
- 2005: Phuture Bound
- 2006: I’m Not Afraid of the Future
- 2009: Sax My Bitch Up
- 2010: Another Generation
- 2010: If You Want It All

### Remixe (Auswahl)
- 1992: Crystal Waters – Gypsy Woman
- 1994: Al Green – Keep On Pushing Love
- 1994: Diana Ross – I’m Coming Out
- 1996: Pet Shop Boys – Before
- 1997: DJ Tonka – Old Skool
- 1999: New Vision – (Just) Me and you
- 1999: Blaze – Wishing You Were Here
- 1999: M People – Colour My Life
- 2001: Lionel Richie – Don’t Stop the Music
- 2001: Röyksopp – Poor Leno
- 2001: Sugababes – Soul Sound
- 2001: Artful Dodger feat. Michelle Escoffery – Think About Me
- 2003: Martin Solveig – Rocking Music
- 2003: Victoria Beckham – Let Your Head Go
- 2006: Mark Knight feat. Katherine Ellis – Insatiable
- 2008: Kelly Rowland – Daylight
- 2009: Empire of the Sun – Walking on a Dream